# Мърчаево
 Тази статия е за селото в Западна България.  За селото с подобно име в Северозападна България вижте Мърчево.  
Мърчаево е село в Западна България. То се намира в район Витоша на Столична община, област София. Селото е известно с името Светляево сред последователите на Бялото братство.

## География
Мърчаево се намира на 19 км югозападно от София, отляво на пътя София-Перник, между Владая и Рударци. Селото е живописно разположено в западния склон на природен парк Витоша на 800 – 1000 м надморска височина. Населението на Мърчаево е около 1200 души.
Селото се обслужва от една автобусна линия: № 59.

## История
Селото има древна история, за което свидетелстват археологическите разкопки от стара тракийска крепост. За пръв път селото е споменато в целокупния съкратен регистър на цялата Османска империя от 1530 г., под името „Село Мирчайъ“ (Mirçayı k., Sofya kz.: 196) от казата София (Istanbul – BOA, TD 370, s.196) и през 1576 г. в турския регистър на джелепкешаните. Богатството на планината Витоша е спомогнало за развиване на каменоделския, въглищарския и рударския занаяти. Независимо от развитото занаятчийство, населението не е нараствало и към 1928 г. е наброявало 496 жители. На югозапад от селото е изграден манастирът „Св. Троица“, основан през IV в. и възстановен през ХХ в. Той е постоянно действащ девически манастир, а в комплекса освен църквата и параклиса „Св. Иван Рилски“ има и жилищна сграда.
През 1925 г. се споменава и за новото малко училище в селото.

## Население
Численост на населението според преброяванията през годините:
| \| Година на преброяване \| Численост \| \| --------------------- \| --------- \| \| 1934 \| 639 \| \| 1946 \| 831 \| \| 1956 \| 1029 \| \| 1965 \| 1081 \| \| 1975 \| 1175 \| \| 1985 \| 1139 \| \| 1992 \| 1159 \| \| 2001 \| 1268 \| \| 2011 \| 1196 \| \| 2019 \| 1117 \| |           |
| Година на преброяване | Численост |
| 1934 | 639       |
| 1946 | 831       |
| 1956 | 1029      |
| 1965 | 1081      |
| 1975 | 1175      |
| 1985 | 1139      |
| 1992 | 1159      |
| 2001 | 1268      |
| 2011 | 1196      |
| 2019 | 1117      |

## Културни и природни забележителности
- Музеят на Петър Дънов „Изворът на доброто“
- В село Мърчаево се намира православната черква „Свети Георги“, изградена в 1908 – 1914 година. Осветена е от епископ Партений Левкийски, викарий на Софийската митрополия. Ктитори са братя Рокоманови, българи от Дебърско, преселили се тук през 1903 година.[5] Иконостасът е дело на дебърски майстори от рода Филипови.[6]
- В края на селото е разположен манастирът „Св. Троица“, където веднъж годишно се провежда селски събор.[7]
- Мърчаевското езеро е годно за риболов. Шараните, костурите и слънчевките преобладават, а има също и водни костенурки.

През 1948 година се открива 152 ОУ „Св. св. Кирил и Методий“. Към него по-късно е изградена ЦДГ 41, която от октомври 2008 г. е самостоятелна юридическа институция. В сградата на училището се помещава и читалище „Светлина“, в което има изградена богата библиотека. Към него има и състав за народни танци.

## Редовни събития
Всяка година на първата неделя след Великден се провежда събор на селото, това е празникът на черквата „Св. Георги“ и се отбелязва с курбан.

## Личности
- Веселена Радева – българска народна певица